# Préfecture d'Echtehard
La préfecture d'Echtehard (en persan : Ŝahrestāne Eŝtāhārd) est une préfecture de la province d'Alborz, en Iran. Sa capitale est Echtehard. Lors du recensement de 2006, sa population s'élevait à 23 601 personnes, réparties dans 6 716 familles. La préfecture est divisée en deux districts : le district central et le district de Palangabad. La préfecture a une ville : Echtehard. La préfecture a été séparée de la préfecture de Karaj en 2012. 